# Podjuga
Podjuga (russisch Подюга) ist eine Siedlung in Nordwestrussland. Der Ort gehört zur Oblast Archangelsk und hat 2626 Einwohner (Stand 14. Oktober 2010). Er befindet sich im Konoschski rajon.

## Geographie
Podjuga befindet sich etwa 380 Kilometer südlich der Oblasthauptstadt Archangelsk. Die nächstgelegenen Städte sind das 35 km westlich gelegene Rajonzentrum Konoscha sowie das 65 km östlich gelegene Welsk. Durch die Siedlung verläuft der gleichnamige namensgebende Fluss Podjuga.

## Geschichte
Der Name Podjuga ist finno-ugrischer Herkunft und leitet sich von den Wörtern pad (zu deutsch: Walddickicht) und ga (zu deutsch: Wasser, Fluss) ab. Die heutige Siedlung Podjuga entstand gegen Ende der 1920er Jahre als Lesopunkt 39. Kilometer (лесопункт 39-й км). Der Großteil der Bevölkerung jener Zeit waren deportierte Kulaken, welche vor allem aus den südlichen Teilen der Sowjetunion, der Ukraine und Belarus kamen und zum überwiegenden Teil in der Forstwirtschaft eingesetzt wurden. In der Siedlung entstanden zuerst Wohnbaracken, später Wohnhäuser, eine Mittelschule und Unternehmen. Da für den Bau der Bahnstrecke Konoscha-Kotlas in den 1930er Jahren große Mengen Schotter und Steine benötigte wurden, gründete man in Podjuga 1935 ein Stein- und Schotterwerk. Im März des Jahres 1935 wurde das Dorfsowjet Podjuga als Teil des Konoschski rajon gegründet. Die Verwaltung dieses Dorfsowjets befand sich bis 1940 im nahegelegenen Dorf Nikolajewka. Im Mai 1959 erhielt Podjuga den Status einer Arbeitersiedlung und das ehemalige Dorfsowjet wurde in den Podjugaer Siedlungsrat (Подюжский поселковый Совет) umgewandelt. Heute ist Podjuga das administrative Zentrum der 4.661 Einwohner umfassenden Landgemeinde Podjuschskoje (Подюжское сельское поселение).

## Bevölkerungsentwicklung
Die folgende Übersicht zeigt die Entwicklung der Einwohnerzahlen von Podjuga.
| Jahr | Einwohner |
| ---- | --------- |
| 1959 | 9.592     |
| 1970 | 4.774     |
| 1979 | 4.378     |
| 1989 | 3.569     |
| 2002 | 3.095     |
| 2010 | 2.626     |

Anmerkung: Volkszählungsdaten

## Wirtschaft und Verkehr
Der wichtigste Wirtschaftszweig in Podjuga ist nach wie vor die Forst- und Holzindustrie. Außerdem gibt es einen Steinbruch.
Podjuga besitzt eine Eisenbahnstation und ist somit an das Eisenbahnnetz der russischen Nordeisenbahn angeschlossen. Ursprünglich war Podjuga Ausgangspunkt von mehreren Eisenbahnlinien, welche vor allem Waldgebiete für die Forstwirtschaft erschlossen. So bestanden nördlich von Podjuga bis 2005 die Kwarsongski Schmalspurbahn (Кварзеньгская узкоколейная железная дорога) sowie die Pastuchowski Schmalspurbahn (Пастуховская узкоколейная железная дорога), welche von Podjuga ausgehend nach ihrem Ausbau ein einheitliches Netz bildeten.